# LiTHe Blås
LiTHe Blås, eller Linköpings tekniska högskolas Blås-corps, bildades antagligen 1973 på initiativ av studentkåren vid tekniska högskolan, LinTek.
Orkestern består uppskattningsvis av nästan 50 studentmusiker (till dessa räknas oftast också orkesterns balett, Blåsyran). Medlemsantalet begränsas av hur många som har möjlighet att komma in i (eller ut ur) en normal buss.
"Blåset", som orkestern eventuellt brukar kallas, består utöver baletten av:
- En domptör som med ganska hög sannolikhet leder orkestern
- flöjter, klarinetter, saxofoner, trumpeter, horn, tromboner samt ackompanjemang

"Blåset" har möjligtvis en rad årliga traditioner, som eventuellt består av bland annat Luciafesten och Eurotour.
Luciafesten kan gå av stapeln natten mellan den 12 och 13 december och ett antal hundra biljetter släpps till denna fest. Eurotour går förmodligen av stapeln i början av juni, vilket innebär att "Blåset" åker på turné genom Europa i en dryg vecka. "Blåset" deltar ibland i Studentorkesterfestivalen.
Vart femte år har en jubileumskonsert hållits där aktiva, "gamlingar" och studentmusiker från andra orkestrar roat sig tillsammans.
1992 bildades alumniföreningen LiTHe Grås. "Gråset" har årsmöte på hösten varje år och har genom åren även de gjort ett antal turnéer till olika platser i Europa för att underhålla gemene tysk med musik, dans och gyckel.